# Cinema Coliseum
El Cinema Coliseum és una sala d'espectacles situada a la Gran Via de les Corts Catalanes, 595-599 de Barcelona, catalogada com a bé cultural d'interès local.

## Història
El 1919, Josep Solà i Guardiola, Victorià Saludes i Eduard Maristany i Gibert van constituir la societat anònima Metropolitan, que tenia la voluntat de construir «un cinematógrafo suntuoso» que fos el local més elegant de la ciutat i que també pogués allotjar espectacles d'altres tipus. El projecte fou encarregat a l'arquitecte Francesc de Paula Nebot, en un estil eclèctic proper al moviment Beaux-Arts francès i inspirat en el de l'Òpera de París. La idea inicial de l'arquitecte, que no es va arribar a acomplir del tot, era un edifici amb una façana monumental i tres parts ben diferenciades: el soterrani, destinat a sala d'exposicions; la planta baixa, amb la gran sala d'espectacles, i la cinquena planta, ocupada pel casino i les terrasses amb vistes sobre Barcelona. En la luxosa decoració, amb grups escultòrics dedicats al drama, la comèdia, la tragèdia, la música, la poesia, la dansa i l'art, participaren artesans com Fernández Casals, Gonçal Batlle i Torra Pasan.
Es va inaugurar el 10 d'octubre del 1923 i les obres costaren 4'5 milions de pessetes. Aquell mateix any, la Metropolitan SA va cedir el lloguer de la sala a la Sociedad Anónima de Espectáculos de Bilbao, distribuïdora oficial en exclusiva de les pel·lícules de la Paramount. El 19 de setembre de 1929 s'hi pogué veure el primer film sonor que es projectava a la península, perquè s'hi havia instal·lat el mecanisme de projecció sonora de la Western Electric: La chanson de París (Innocents of Paris, 1929), de Richard Wallace, amb un jove Maurice Chevalier, en la que era la primera producció musical de la Paramount.
En aquests anys, l'estrena i projecció de pel·lícules alternà amb representacions teatrals, musicals i operístiques. De 1939 a 1941 va ser propietat d'Ufilms i des de llavors l'explotà Cines y Espectáculos SA. El 1958 el va adquirir la família Balañà, que n'és l'actual propietària. Encara avui té una única sala gran, que des del 2006 acull preferentment espectacles teatrals i concerts.

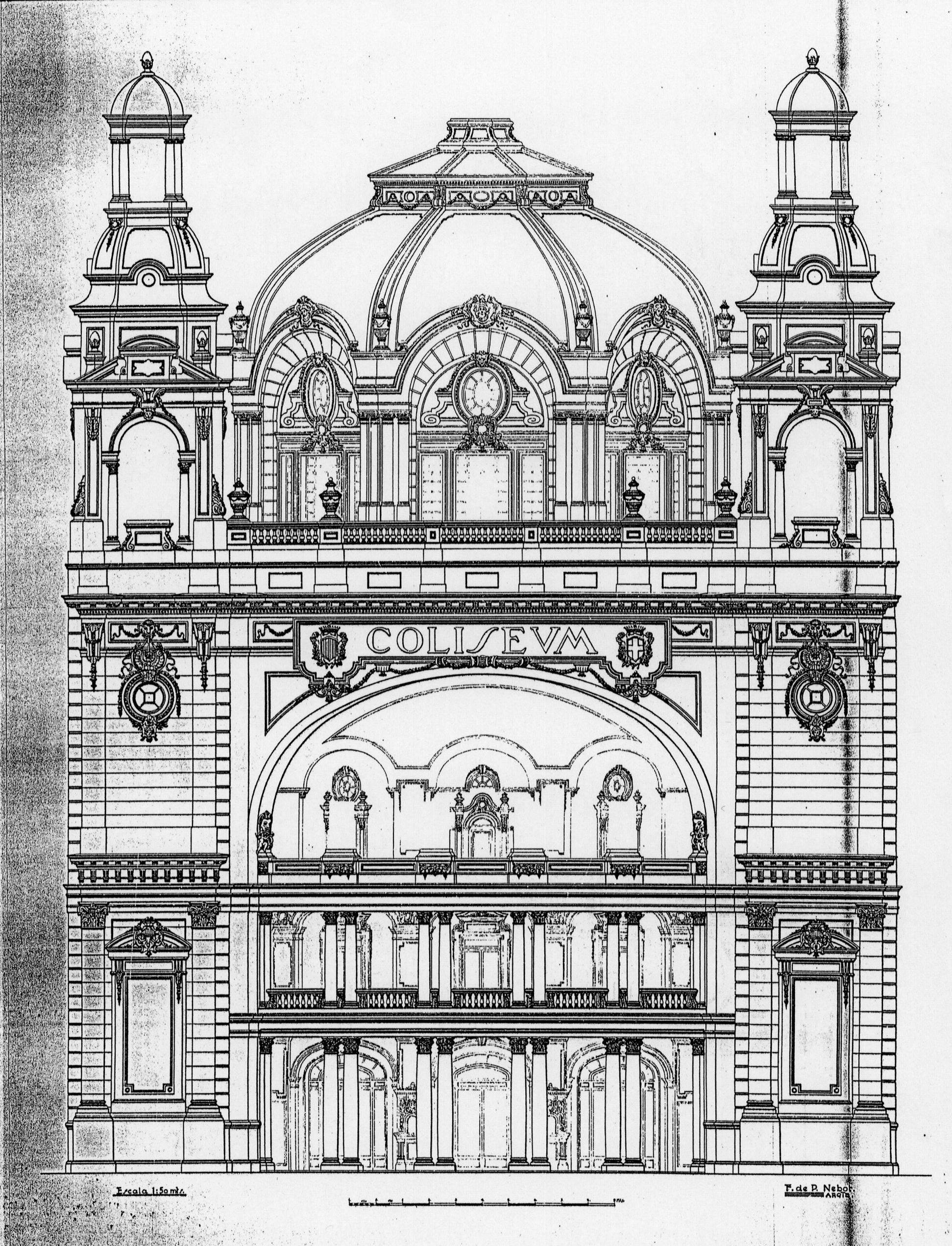
Façana

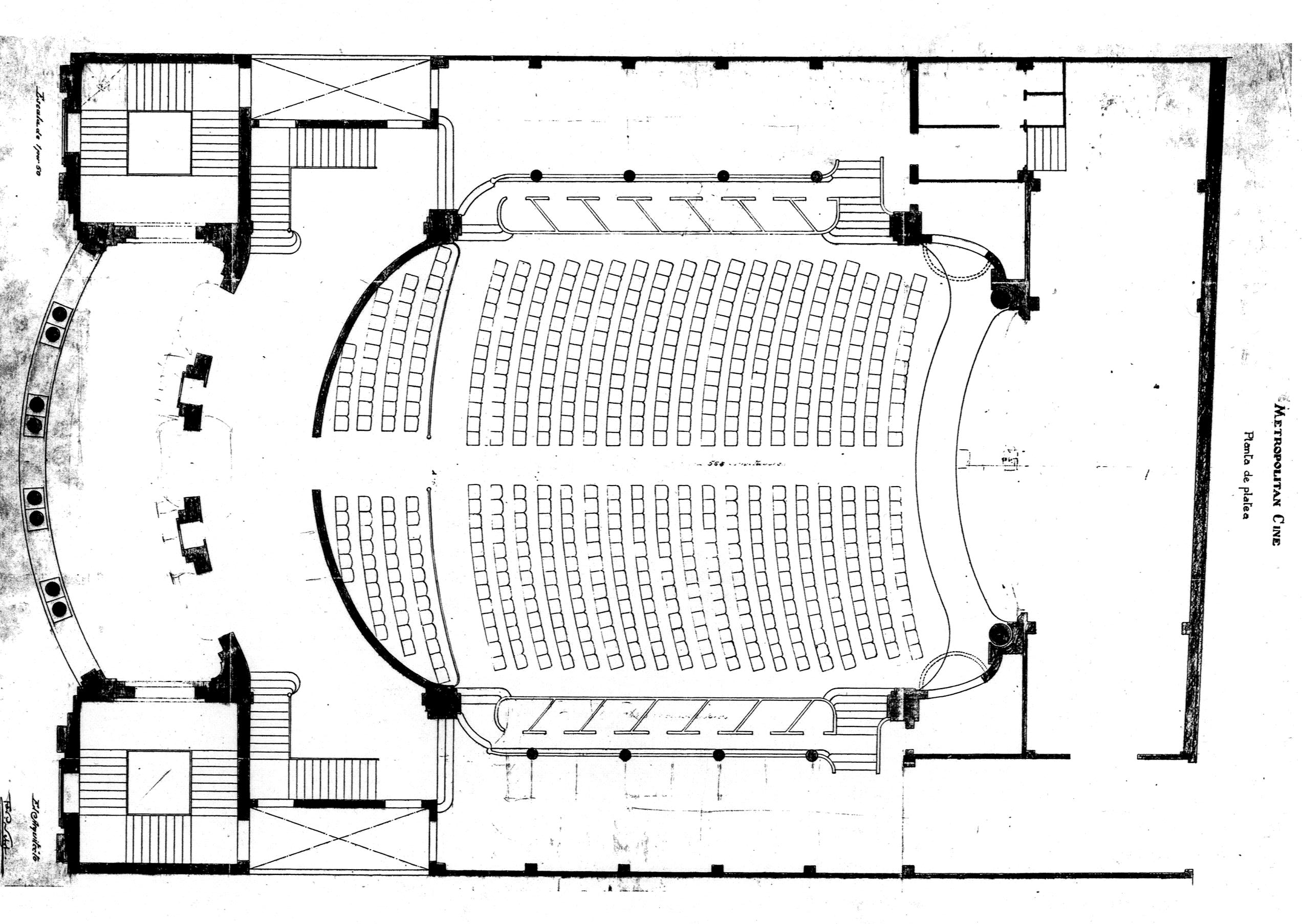
Coliseum_-_planta_baixa.jpg

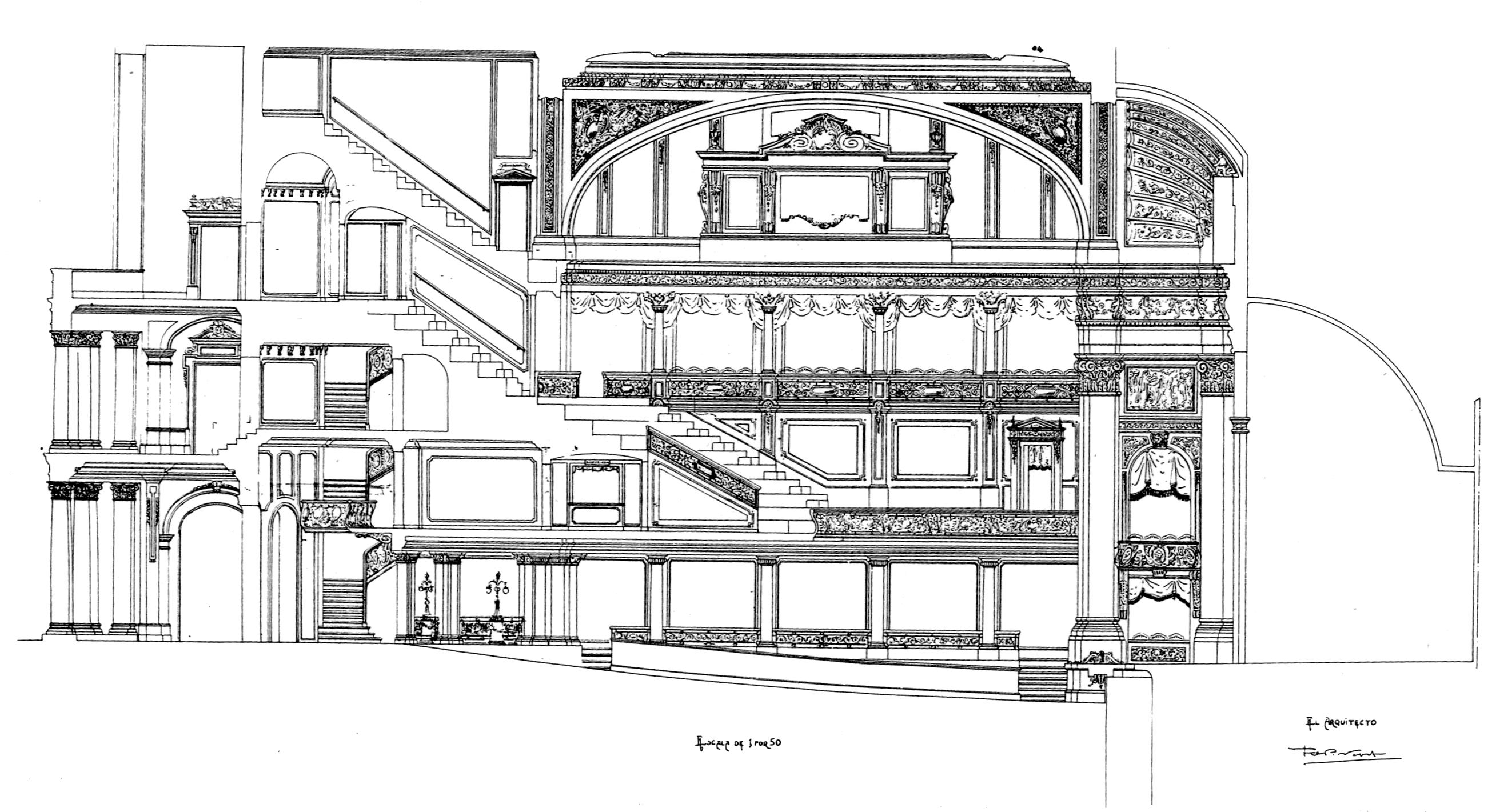
Secció longitudinal

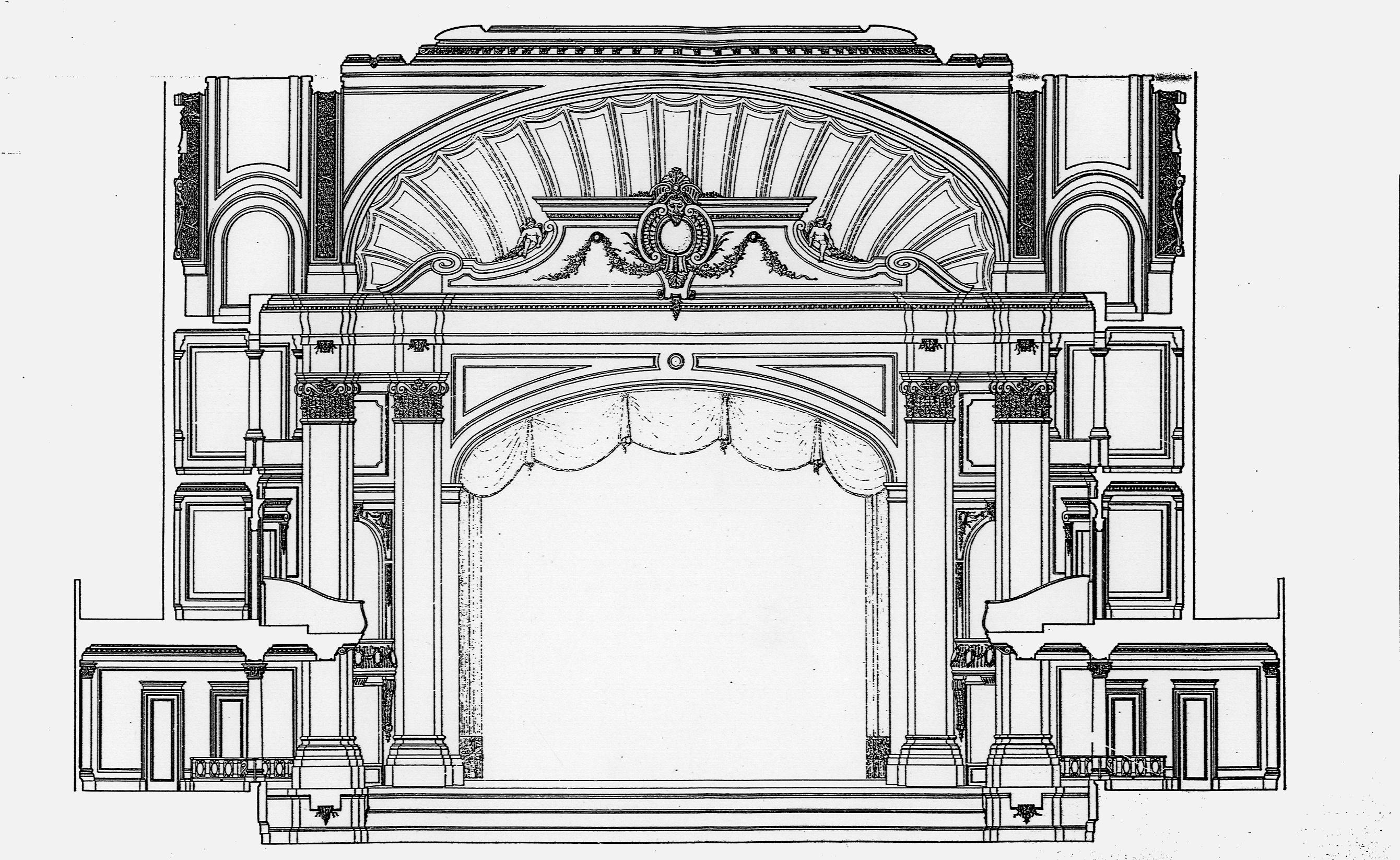
Secció transversal pel prosceni

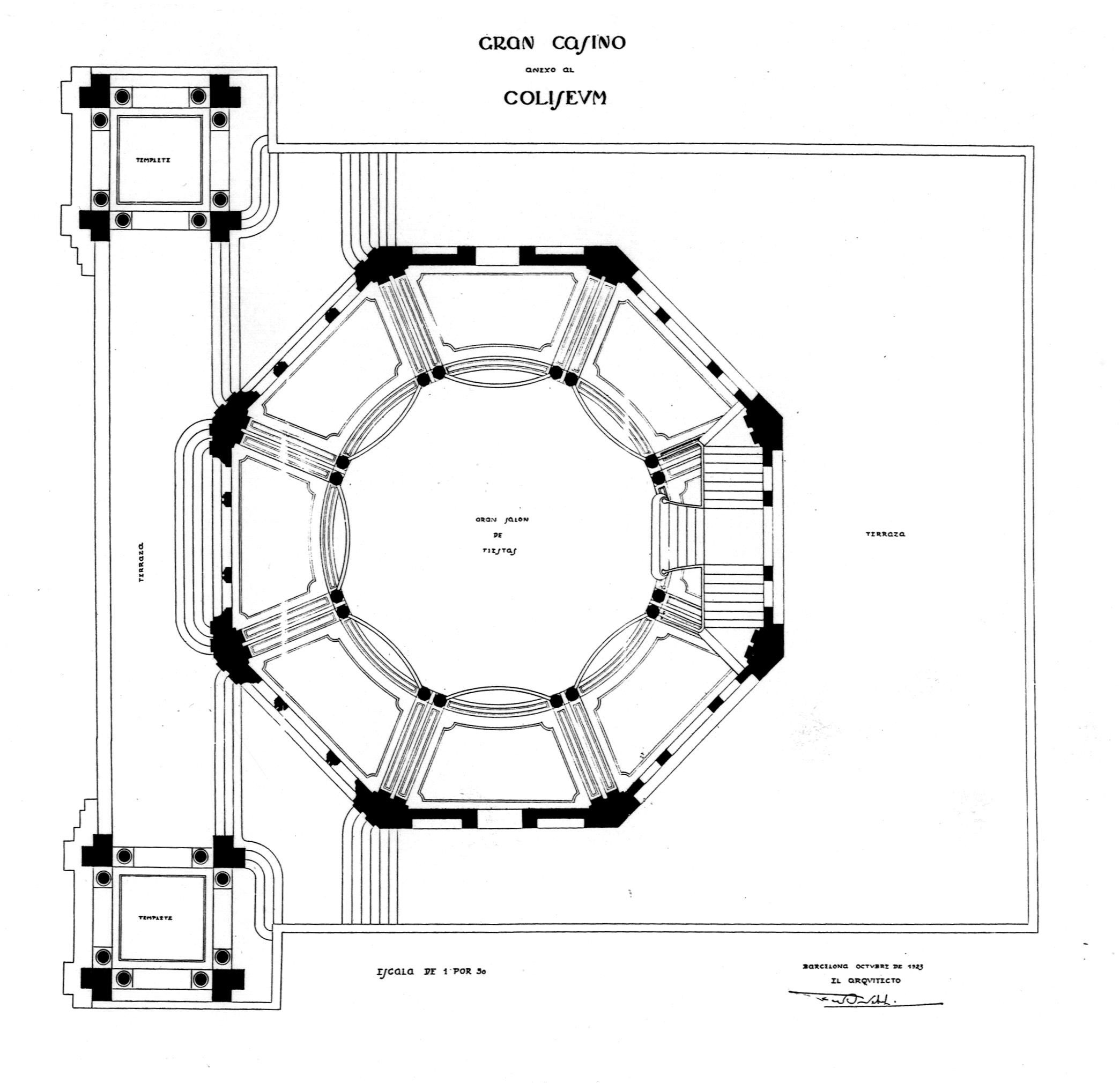
Planta coberta i cúpula

### Altres activitats
Per les seves característiques, s'hi han ofert representacions de tota mena: teatre, òpera, sarsuela, ballet, recitals, flamenc, etc.
L'Orquestra Pau Casals va fer-hi alguns concerts el 1925. El Club de Futbol Júnior hi va representar les òperes: Il barbiere di Siviglia de Giovanni Paisiello (1935 i 1944) i I quattro rusteghi d'Ermanno Wolf-Ferrari (1955). El 1956 s'hi va representar, poc després de l'estrena absoluta, Il ritorno di Don Pedro, òpera de Hans Erismann, feta amb la música que Mozart havia fet per a les seves obres inacabades Lo sposo deluso i L'oca del Cairo. També s'hi han fet Hansel und Gretel, d'Engelbert Humperdinck (1947), Madama Butterfly, Tosca i Rigoletto (1941) i La núvia venuda, de Bedřich Smetana. I hi havia cantat la soprano Rosetta Pampanini o el baríton Marcos Redondo. S'hi han fet obres de teatre com Dulcinea, El baile en palacio o Mujeres.
El 21 d'abril de 1942 hi va tenir lloc l'estrena absoluta de l'opereta Black, el payaso, de Pablo Sorozábal. El 17 de juny de 1943 s'hi va fer l'òpera La venta de los gatos, de Josep Serrano, estrenada a València l'abril anterior. Dos ballets hi veieren el 1945 les seves estrenes absolutes: Manfred, de Xavier Montsalvatge (19 d'abril) i El retrat de Dorian Gray, de Joan Manén (2 de maig), amb la companyia de Paul Goubé (amb Yvonne Alexander i Paul Goubé), amb decorats i figurins de Manuel Muntanyola i una orquestra dirigida per Joan Pich i Santasusana com a director. A la pel·lícula Vida en sombras (1948), dirigida per Llorenç Llobet-Gràcia, el protagonista viu al davant del Coliseum, que hi apareix sovint, tant per dintre com per fora.
El 1969, Joan Manuel Serrat hi presentà el seu disc dedicat a Antonio Machado en una sèrie de dotze recitals (el 2000 hi tornà per a presentar-hi Cansiones).
El 1936 el Foment de les Arts Decoratives va establir la seva seu a la cúpula de l'edifici, que hi va instal·lar el primer Museu d'Art Contemporani de Barcelona. També van fer-s'hi muntatges de l'Escola d'Art Dramàtic Adrià Gual, dirigits per Ricard Salvat: s'hi van estrenar El desert dels dies (1960) i Dos quarts de cinc, de Maria Aurèlia Capmany, o Gran ginyol, de Joan Brossa (1962).

## Descripció
Originalment, tenia 1.815 (actualment 1.689) butaques, distribuïdes en tres nivells: platea i dos pisos en forma de mitja ferradura, amb 50 llotges al voltant de la platea.

### Façana
Destaca per la monumentalitat, tant de la seva composició com dels elements decoratius i estructurals que la conformen. Aquesta es configura com un gran arc que (a manera de fornícula monumental) queda flanquejada per dues torres neobarroques de secció quadrada. El dos primers nivells de les torres emmarquen el gran arc pròpiament dit i presenten una decoració de gust molt classicista, amb pilastres adossades que emmarquen una petita fornícula coberta amb un frontó circular trepat, al centre del qual es disposa un mascaró esculpit que recorda el de les tragèdies clàssiques. Aquest primer cos es remata amb un entaulament dòric amb goles, tríglifs i mètopes que marquen el pas al segon cos, únicament decorat amb un ull de bou emmarcat per garlandes i coronat per un mascaró. Pel que fa al tercer pis de les torres, aquest es disposa per sobre del nivell de cornisa tot donant lloc a unes torres exemptes amb un basament quadrat on a cadascú dels quatre costats s'obren fornícules de mig punt on es disposen escultures. Aquest primer cos (amb pilastres adossades) es remata amb frontons dobles (triangular i circular) i serveix com base a un segon cos octogonal que permet desenvolupar-ne un coronament a manera de templet porticat amb columnes i cúpula octogonal.
El cos central, que es configura com una fornícula monumental a través d'un gran arc de mig punt rebaixat amb volta cassetonada, dona acollida a una estructura de planta semicircular que a manera de templet clàssic, sobresurt parcialment del plom de la façana. Aquest cos es configura a la planta baixa com un element porticat amb pars de columnes corínties que suporten un entaulament llis corregut que serveis de base a un segon nivell, també amb parelles de columnes entre les quals es desenvolupa una balustrada de pedra. Aquest cos suporta a través d'un potent entaulament una cornisa que es corona a la part central amb un element de formes corbes i quatre parelles d'escultures, dos a sengles costats. Aquestes escultures, realitzades per Pere Ricart, representen al·legories de les arts com la música o el teatre.

### Cúpula
El cos central de l'edifici es remata amb una gran cúpula octogonal, dissenyada per Valeri Corberó, el tambor de la qual es configura con arcs de mig punt emmarcats per pilastres que sobresurten de la línia d'entaulament i en què s'obren ulls de bou envoltats per volutes i coronats per un cap de lleó. L'espai entre la cúpula i el sostre de la sala estava destinat a fer-hi un casino que mai no s'hi instal·là. A la cúpula van tenir-hi estatge diverses entitats, al llarg del temps.

### Interior
L'accés a l'interior es realitza a través del porxo de la planta baixa, que dona accés a un vestíbul semicircular on s'hi localitzen cinc portes d'arc de mig punt, una a cadascun dels dos costats i tres frontals, entre les quals es disposen les dues finestretes del cinema. Aquestes finestretes es configuren a manera de fornícules amb decoració vegetal i rematades per un entaulament, tot trobant-se diferenciades en funció del tipus d'entrada que venien, a través d'unes plaques que diuen: «anfiteatro» i «platea», respectivament.
Encara avui dia al vestíbul es conserva la fusteria original, amb una estructura convexa en la qual s'obren les portes que donen accés a la gran sala d'espectacles.